# Incendio de la Iglesia de la Compañía
El incendio de la Iglesia de la Compañía de Jesús ha sido «la catástrofe más grave» en la historia de Santiago, la capital de Chile, y por su magnitud ha sido considerado uno de los peores de la historia moderna. Este incendio «entristeció a todo el país», «en el extranjero, [...] hizo conocer a Chile más que toda su historia anterior» y «causó en todo el mundo una sensacion profunda».
Ocurrió al atardecer del martes 8 de diciembre de 1863, durante la clausura de la festividad religiosa conocida como «mes de María», y afectó al antiguo templo jesuita, originalmente construido entre 1595 y 1631. Se originó en el altar mayor, «por haberse comunicado de una media luna que contenía luces de parafina á algunos adornos de gasa y de flores que allí había, y de éstos á un cuadro de lienzo que lo transmitió hasta el techo», de donde se extendió velozmente por la iglesia. En poco más de una hora, el incendio dejó el céntrico templo en ruinas y causó «cerca de dos mil» muertos —alrededor del 2 % de la población de la capital chilena de entonces—, principalmente mujeres y niños.
Tras el siniestro, se ordenó llevar los cadáveres al cementerio, donde fueron sepultados en una fosa común, y demoler los restos de la iglesia —más tarde, en el lugar que ocupaba el templo, se plantó un jardín donde se erigió un monumento en recuerdo de las víctimas que fue inaugurado el 8 de diciembre de 1873—. Asimismo, y por iniciativa ciudadana, se creó el Cuerpo de Bomberos de Santiago. Por otra parte, el incendio de la iglesia de la Compañía contribuyó a la secularización parcial del gobierno chileno durante las dos décadas siguientes.

## Antecedentes

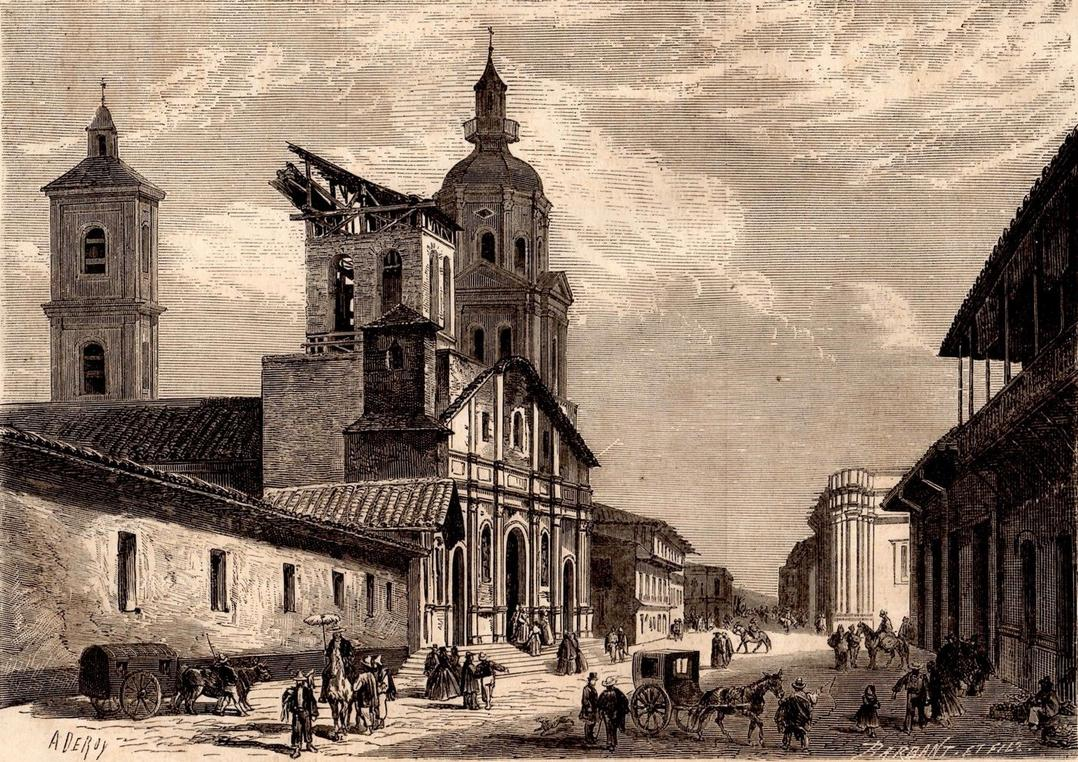
Litografía de la Iglesia de la Compañía (1857)

La iglesia de la Compañía de Jesús —estrechamente asociada con el culto mariano— estaba ubicada a una cuadra al poniente de la Plaza de Armas de Santiago, en la esquina norponiente de las actuales calles Compañía y Bandera, donde hoy se encuentran los jardines del ex-Congreso Nacional, frente a los palacios del Real Tribunal del Consulado y de la Real Aduana.
Originalmente construida entre 1595 y 1631, reemplazó la capilla provisoria levantada por los jesuitas en 1593. En los siglos posteriores, y debido a los diversos daños sufridos, debió ser reconstruida, tras el terremoto del 13 de mayo de 1647, o reparada, luego del terremoto del 8 de julio de 1730.
Tras la expulsión de los jesuitas del Imperio español en abril de 1767, ordenada por el rey Carlos III mediante la Pragmática Sanción, el templo quedó abandonado y clausurado. Debido al incendio de la Catedral Metropolitana (22 de diciembre de 1769), fue usado para reemplazarla hasta el 8 de diciembre de 1775, cuando se habilitó la catedral; el templo se cerró nuevamente.
En el primer lustro del siglo XIX, el sacerdote Manuel Vicuña Larraín se hizo su capellán y lo habilitó para el culto. El 31 de mayo de 1841, fue afectado por un incendio.

Era uno de los más grandiosos templos de [Santiago,] la iglesia de moda de la alta clase social [...] Con su arrogante torre, su gigante cúpula, sus altísimos muros y su bóveda atrevida [...] parecía que era el templo de Santiago que daba mejor idea de la inmensidad de Dios.
Abdón Cifuentes, Memorias, 1936.

La iglesia era más bien pequeña, de una sola nave y sin más puertas de salida que una grande en la fachada y una pequeña [...] que permitía salir a un callejón que separaba la iglesia del edificio del Congreso, entonces en construcción.
Martina Barros de Orrego, Recuerdos de mi vida, 1942.

## Incendio

### Preparativos
El templo de la Compañía de Jesús, cuyo capellán era desde 1862 el presbítero Francisco Cañas Covarrubias (1831-1868), era regentado en 1863 por Juan Bautista Ugarte Echenique (1813-1880), ordenado sacerdote en 1838.

El clérigo don Juan Ugarte dirigía la iglesia y sus fiestas, pues no era la Compañía ni parroquia ni templo de jesuítas, los cuales desde su expulsión en el siglo [XVIII] no habían vuelto a él; todo dependía del Arzobispado y del clero que ejercía el culto.
Ramón Subercaseaux, Memorias de ochenta años: recuerdos personales, críticas, remiscencias históricas, viajes, anécdotas, 1936.

La misa en conmemoración de la Inmaculada Concepción, con la que finalizaba la celebración del mes de María —«una de las devociones favoritas de[l catolicismo chileno]»—, debía celebrarse en la iglesia a las 19:45 del martes 8 de diciembre de 1863.

El clérigo don Juan Ugarte [...] gustaba dar gran esplendor a las funciones que allí se celebraban. Fué uno de los primeros que introdujo en Chile la celebración del Mes de María que comenzaba el 8 de noviembre para terminarlo el 8 de diciembre, día de la Inmaculada Concepción de la Santísima Virgen María y por ser ese el mes de las flores entre nosotros. El señor Ugarte adornaba el templo con una profusión de colgaduras, cenefas y flores naturales y artificiales que eran un primor. Durante ese mes la concurrencia se desbordaba. El 8 de diciembre por la mañana más de tres mil personas habían recibido la Santa Comunión y el señor Ugarte invitó al concurso para que volviera a la noche, a la última distribución de la clausura del Mes de María.
Abdón Cifuentes, Memorias, 1936.

Ya al atardecer, el templo estaba iluminado por miles de velas, lámparas de aceite y parafina, y adornado con cortinajes, globos de colores, cintas de papel y flores artificiales y naturales. 

La iglesia ostentaba en ese día todo el ornato de que era capaz. El altar mayor se veía enriquecido con primorosos adornos, ricos candelabros de bronce, de mármol y de alabastro, innumerables ramilletes de flores naturales y artificiales, numerosas arañas de cristal y de bronce, algunas gasas transparentes de diferentes colores que también caían simétricamente de los grandes arcos de la cúpula, formando vistosos pabellones. El presbiterio estaba en buena parte ocupado por grandes maceteros de flores y árboles de luces de gracioso efecto, ánjeles y otros adornos de gusto y valor.
Llamaba sobre todo la atención la más sorprendente iluminación que hasta entonces se había visto en Chile y que cubría el altar mayor, los altares colaterales y principalmente la nave del medio. Un cordón de luz recorría toda la cornisa superior de la nave y formaba bajo la cúpula caprichosos emblemas. Importa mucho decir que no había en la iluminación gas hidrójeno, sino las siguientes sustancias y en la manera que aquí indicamos; así será fácil comprender bien el oríjen verdadero del incendio. La iglesia se iluminaba con cera, estearina y parafina. La araña del medio del crucero tenía 80 luces de estearina y 16 lámparas de parafina. En cada arco de la nave principal había una araña de ocho velas de estearina y cuatro lámparas de parafina.
El Tabernáculo del altar mayor en que se hacía la esposición del Sacramento ocupaba la parte central del altar. Cubríale un gran velo de terciopelo bordado. Al pié de este Tabernáculo se había colocado pocos días antes una media luna como de tres metros de largo, formada por el lado visible con vidrio pavonado y con lata por el reverso. Contenía unos vasitos de cristal en número de 50 con parafina, tapados con lata, saliendo la luz por un cañoncito también de lata, que se alzaba de la tapa del vaso como dos pulgadas. No todos los vasos estaban dentro de la media luna entre el vidrio y la lata, sino que, para producir el efecto deseado, algunos quedaban fuera, en los estremos. Esta media luna se colocaba un metro 30 centímetros distante del Tabernáculo y un metro 70 centímetros del altar, en una mesa especial, sobre la cual descansaba el poste redondo que le servía de pié. Alzábase del suelo unos cuatro metros; y como este aparato fué trabajado a la lijera, para aumentar su adorno se colocaron en todos sus bordes, entre el vidrio y la lata, unas pequeñas flores de lienzo, bastante separadas de los vasos. Habiendo provenido el fuego de esta media luna, estas circunstancias se hacen importantes.
Las luces de las cornisas de la iglesia eran de estearina. Cada vela era colocada en una plancha de lata y cubierta con un globo de cristal de color.
En el momento del incendio, mui pocas eran las luces que se hallaban encendidas, por faltar todavía mucho tiempo para empezar la función. En el altar mayor solo se veía la media luna encendida, pues siendo mui difícil el iluminarla, se hacía esta operación desde temprano. En este día se prendió a las seis y media. En las naves se veían con luz las arañas de los arcos y la grande araña del crucero.
Las demas luces estaban apagadas, y el número de todas las que debían encenderse más tarde ascendía a 2.200.
Mariano Casanova, Historia del templo de la Compañía de Santiago de Chile, 1871.

En los días de novena había yo estado en la Iglesia [...], de suerte que conocía las disposiciones interiores del adorno y alumbrado que fueron causa del siniestro.
El altar mayor era, hasta la misma bóveda del edificio, un monumento de velas y flores que sobrecubría las columnas y demás miembros del mismo altar. Una cantidad de arañas de diferentes portes colgaban en disposiciones de simetría, aumentando por los aires el número incalculable de las luces colocadas sobre candeleros. Cortinajes con orladuras de oropel adornaban las cornisas de todo el templo, cuyas líneas generales eran acentuadas por nuevas filas de velas encendidas que seguían al mismo tiempo los arcos de las naves y el círculo desde donde se levantaba la cúpula. Las llamas del gas, más vivas y claras que las de las velas y cirios, habían sido dispuestas en media luna bajo la imagen de la Purísima, en el centro de aquella apoteosis.
Se dijo que allí estuvo el origen del fuego [...].
Ramón Subercaseaux, Memorias de ochenta años: recuerdos personales, críticas, remiscencias históricas, viajes, anécdotas, 1936.

El altar de la Virgen estaba esa tarde muy engalanado con tules y flores artificiales [...] y muy iluminado con profusión de velas, única luz que podía usarse en aquellos días a más de las lámparas de aceite.
Martina Barros de Orrego, Recuerdos de mi vida, 1942.

### Inicio del fuego

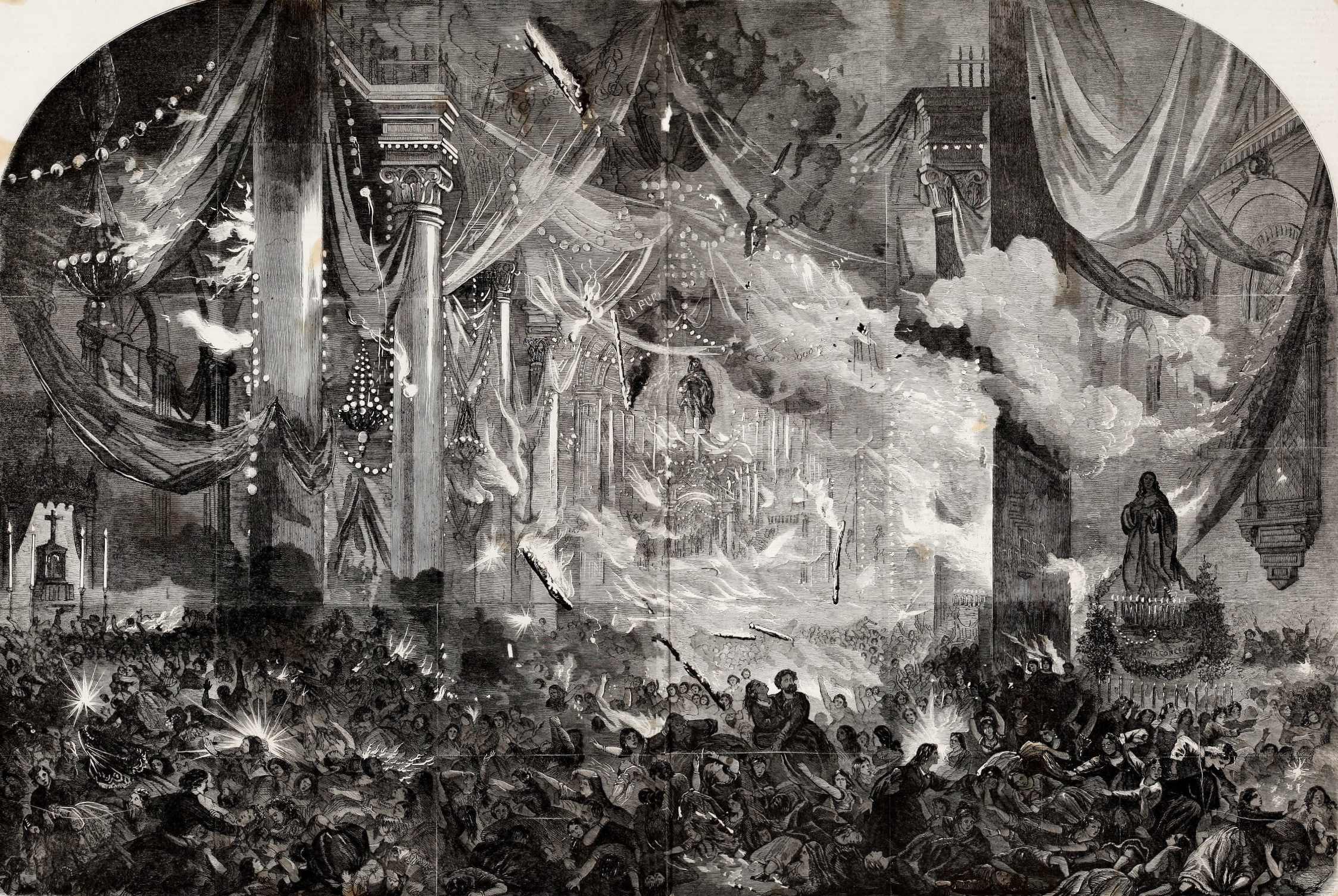
Dibujo aparecido en Frank Leslie's Illustrated Newspaper

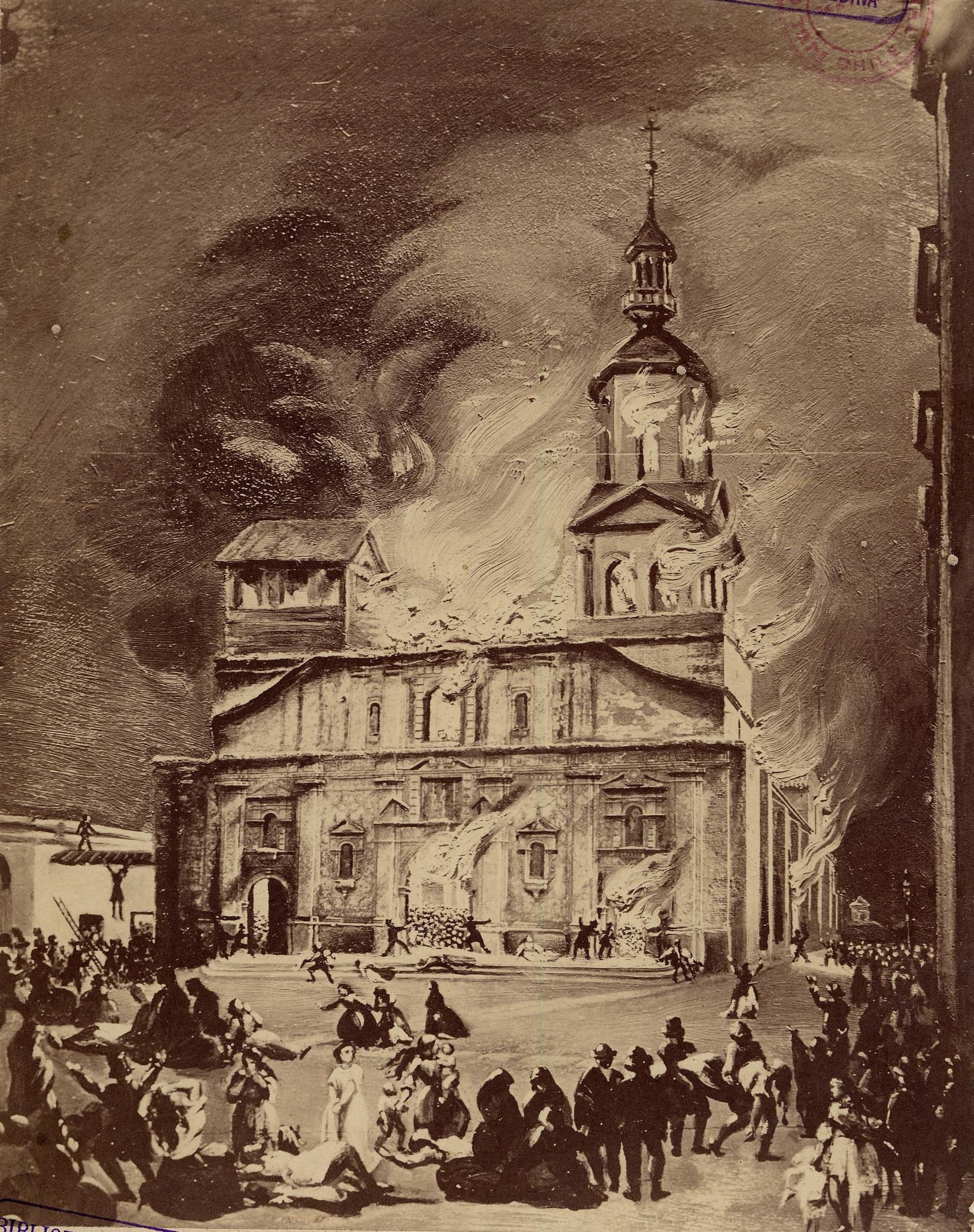
Dibujo que retrata el incendio

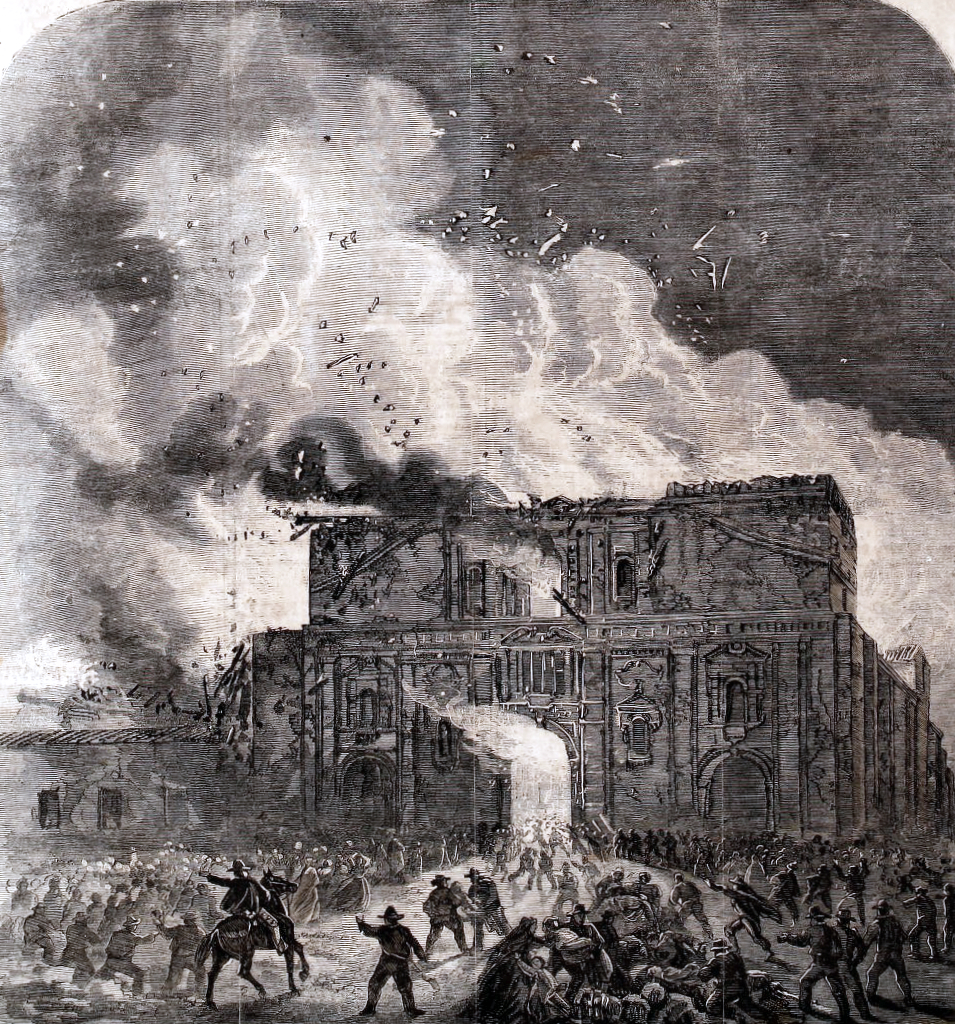
Litografía que retrata el incendio

Cerca de las 18:45, comenzó el fuego que se extendió velozmente por el templo. «En los momentos de principiar el incendio algunas damas devotas creyeron que aquello no seria de consecuencia y que era mejor no moverse, en lugar de apresurarse a salir con tiempo». Cuando las llamas y el pánico hicieron que los feligreses —principalmente mujeres afiliadas a la cofradía Hijas de María— se precipitaran a las salidas, los grandes vestidos con crinolina usados entonces hicieron que el escape fuera o difícil o imposible, provocando que los fieles cayeran y fueran pisoteados por los que venían detrás. Esto provocó un tumulto que bloqueó las puertas impidiendo la huida de las personas, que quedaron atrapadas y fallecieron aplastadas por la multitud, calcinadas por las llamas o sofocadas por el humo.

La iglesia estaba repleta desde temprano, en gran parte con la porción más escogida de nuestra sociedad femenina. Se comenzó a encender la extraordinaria y brillante iluminación que dejaba al templo como de día y parece que el incendio comenzó por unas colgaduras del presbiterio. La gente más próxima se alarmó y comenzó a remolinarse; unos decían incendio; los más lejanos creyeron que era temblor, pero unos pocos se dieron cuenta exacta del caso. Pronto todo era confusión y desorden. Muchos tocaron retirada, pero los más, creyendo que era un alboroto inmotivado se internaban más en la iglesia para tomar mejor lugar y allí fué Troya.
Abdón Cifuentes, Memorias, 1936.

Como entonces no había asientos para las mujeres en ninguna iglesia [...] nosotras teníamos que llevar una pequeña alfombra para sentarnos en ella y no sufrir tanto con el frío de los ladrillos. Estas alfombritas parece que enredaron a muchas de las víctimas de esta horrible catástrofe, y lo mismo que la amplitud y resistencia de los vestidos de las señoras, contribuyeron a inmolar a muchas en ese día de lúgubre memoria.
[...] De improviso comenzaron a quemarse los tules, lo que quizás no se advirtió, por los fieles, desde el primer momento y no pudo sofocarse por eso el incendio, el que fué cundiendo con rapidez a causa de las flores que, como eran de tela encerada, facilitaban extraordinariamente la propagación del fuego. Por las colgaduras del altar trepó hasta la cúpula que era toda de madera y en poco tiempo abrasó toda la iglesia.
Parece que, en un principio, la gente que estaba bien colocada, no pretendió moverse creyendo que se lograría sofocar en el acto el pequeño fuego; pero, cuando éste se hizo amenazante, se abalanzaron todas a un mismo tiempo hacia la puerta de entrada, con tal empuje y precipitación, que se formó en ella una masa humana y una lucha entre las que desesperadamente querían huír de la hoguera y los que anhelaban entrar para salvar a los suyos [...] La confusión dicen que era enorme, que el humo no dejaba ver, que era imposible el respirar, que nadie podía conservar la calma y el raciocinio en semejantes momentos de horror; que la puerta quedó materialmente obstruída con una masa humana hasta una altura considerable.
Martina Barros de Orrego, Recuerdos de mi vida, 1942.

Las llamas no aparecieron en un principio; por la cúpula se escapaba un humo negro solamente, que después se tiñó de reflejos rojos que se pronunciaban más a medida que obscurecía el día, largo en esa parte del año.
De repente, y como rompiendo obstáculos, subieron las llamas, inquietas y enormes, abrazando la cúpula entera, construída de pura madera; aumentándose y alzándose con nuevo pábulo, parecían llegar a una gran altura en el cielo que se mantenía en toda tranquilidad.
Avanzando el fuego por dentro, desde el coro hasta la fachada, el humo iba traspasando sucesivamente los tejados del templo, precediendo a las llamaradas que no tardaron en asomar en pos de él. La única torre del frente vió así llegar su turno; primeramente la envolvió el humo que se hacía denso poco a poco, que luego arrastraba fuegos de materias que volaban con él, y que se tornó en nueva llama que lamía la torre entera hasta más arriba de su empinada flecha.
El fuego más vivo y voraz, hecho por las gruesas vigas y los maderos, llegaba hasta la parte angosta de la torre que formaba como un talle o cintura encima de la cual venía la linterna y la punta que sostenía la cruz. Linterna y flecha, devoradas ya en su base, se inclinaron entonces ligeramente, crujieron, y en seguida, como un tizón ardiente arrojado desde el cielo, cayeron juntas envueltas en humo y fuego y marcando el trayecto con chispas y destellos como de pirotécnica.
Voces se oían de todos lados. Algunos hombres pasaban por la calle gritando y gesticulando, sin sombrero; corrían mujeres de vestido abultado, pues en esa época se usaba la crinolina, sin manto en la cabeza, y con todo el pelo en desgreño.
En todas las esquinas se había colocado un piquete de policía y tropa de línea; los coches solían, sin embargo, pasar, corriendo y aumentando con su sonajera los clamores de la calle. Desde la plazuela de la Compañía se sentían levantarse también voces y otros ruidos que se mezclaban con el chisporroteo sordo del hogar encendido.
Ramón Subercaseaux, Memorias de ochenta años: recuerdos personales, críticas, remiscencias históricas, viajes, anécdotas, 1936.

### Rescate de las víctimas

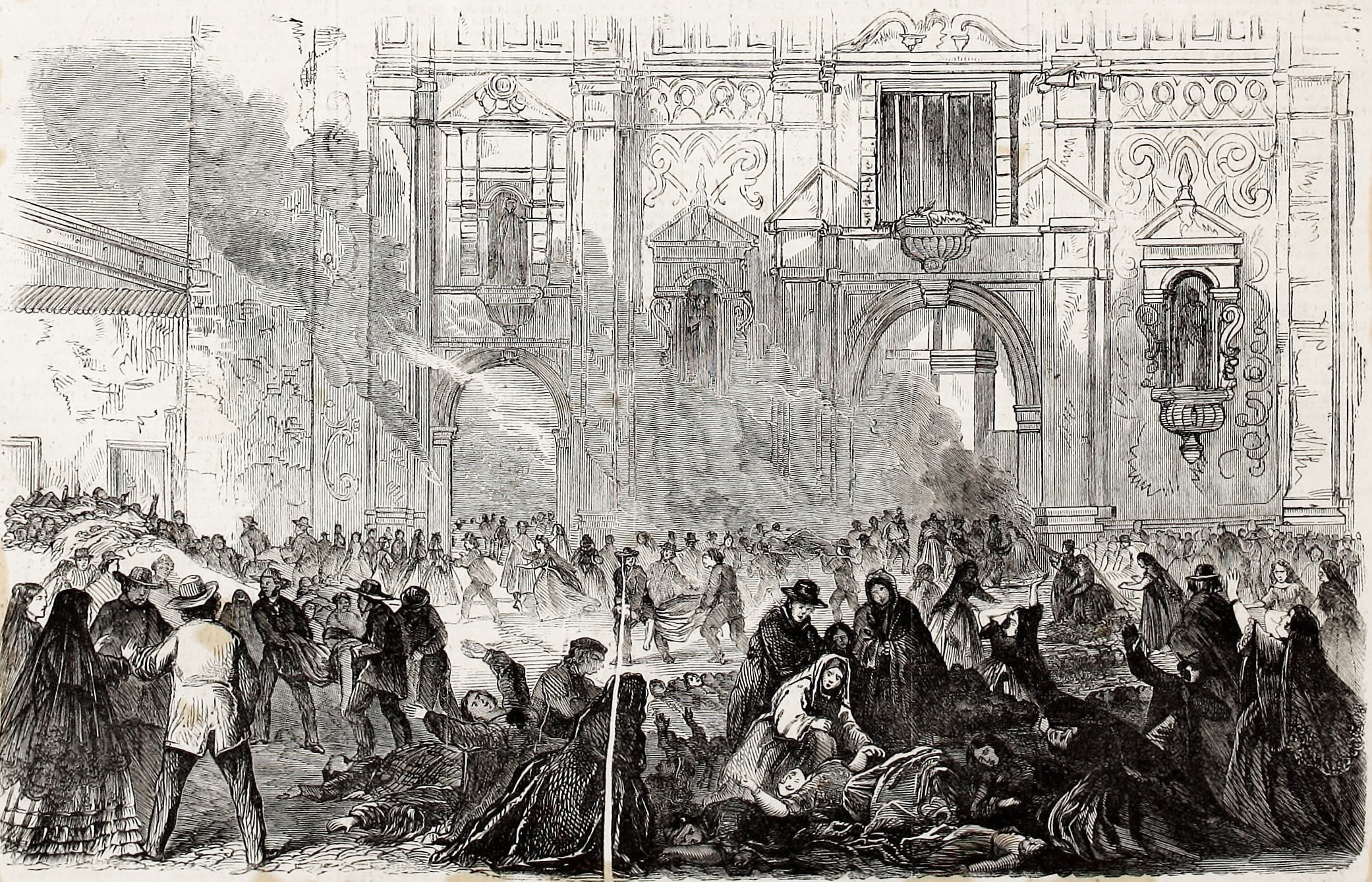
Dibujo que retrata la búsqueda de los familiares, por Frank Leslie

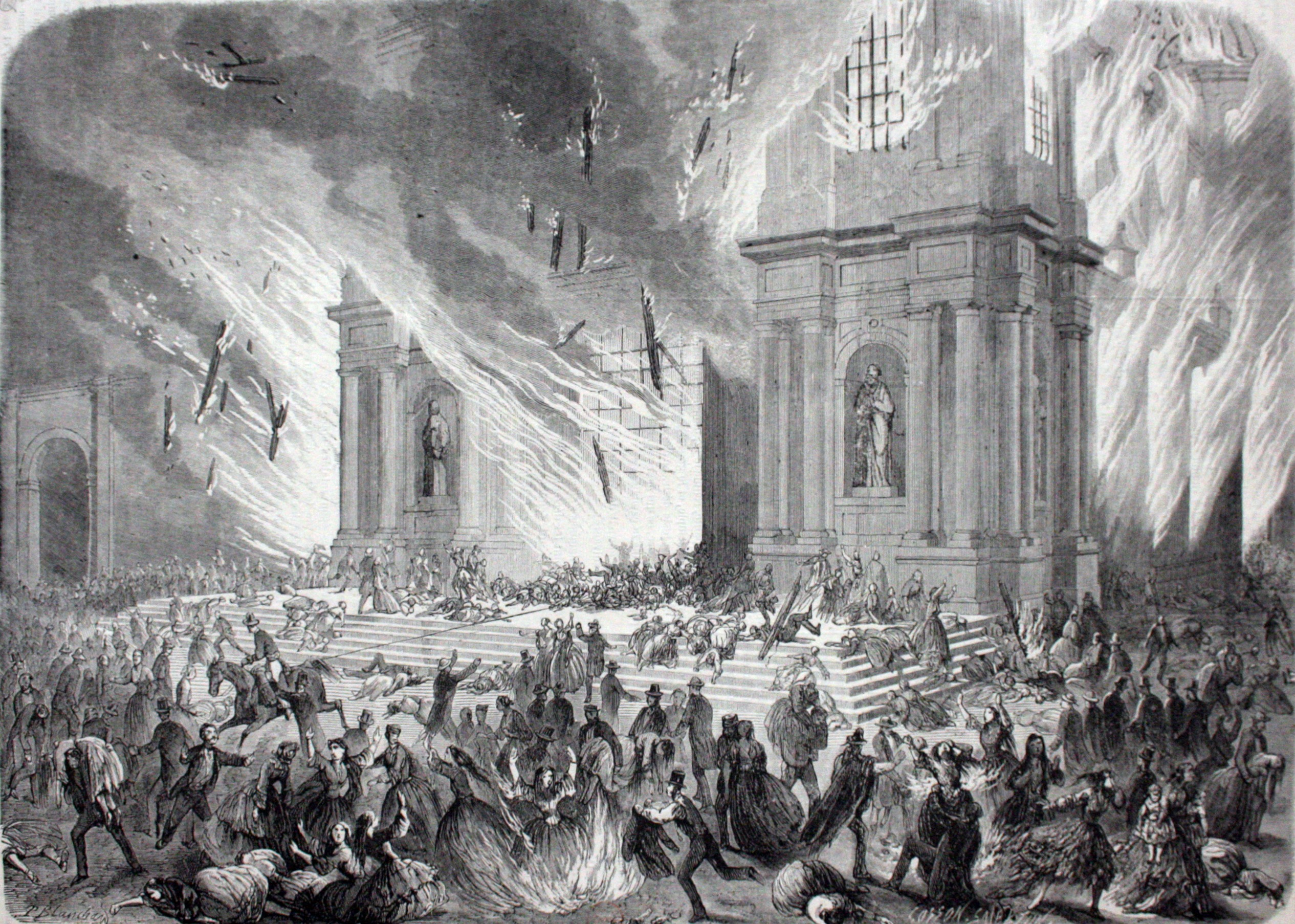
Dibujo que retrata el rescate de las víctimas, por Ernest Charton

El improvisado rescate de las víctimas resultó en su mayor parte infructuoso; «sacar una mujer era mas dificil que arrancar un saco de harina de la fila de abajo de un rimero de bodega que llegase al techo».

Cuerpo sobre cuerpo, se formaba una muralla compacta i numerosa. Había mujeres que resistían el peso de diez o doce, otras tendidas encima, a lo largo, a lo atravesado, en todas direcciones. Era materialmente imposible desprender una persona de esa masa compacta y horripilante. Los más desgarradores lamentos se oían del interior de la iglesia.
Diario El Ferrocarril, 9 de diciembre de 1863.

En los umbrales mismos han perecido centenares de personas, quemadas a la vista de un pueblo inmenso a que dirijian sus brazos en ademan suplicante i que en esos momentos era impotente para salvarlas.
Diario El Ferrocarril, 10 de diciembre de 1863.

La espantosa obstruccion de las puertas por la parte interior, estaba ya hecha y no habia ya medio humano de desbaratarla. Vanos fueron los esfuerzos de muchos hombres jenerosos por arrancar algunas víctimas de aquel espantoso hacinamiento. Haciendo prodijios de abnegacion y de fuerzas físicas [..., n]o llegó al número de 50 el de las personas salvadas en las puertas de esta manera. [... Algunos hombres sucumbieron] porque las mujeres los ahogaban pidiéndoles las salvasen».

Se intentó aplacar el fuego e incluso una bomba a palancas estadounidense, construida en 1821, participó de dicho intento. Cerca de las 20:00 horas, la cúpula, el campanario y la torre con el reloj se desplomaron.

Ya se había derrumbado con horrible estruendo la cúpula y la torre con su magnífico reloj y sus enormes campanas aplastando a centenares de víctimas. La puerta del costado oriental ofrecía el mismo horripilante espectáculo que las otras. Debajo de los arcos de la nave lateral que quedaban cerca de la puerta, se veían murallas como de metro y medio de altura, de cadáveres carbonizados.
Abdón Cifuentes, Memorias, 1936.

### Número de víctimas

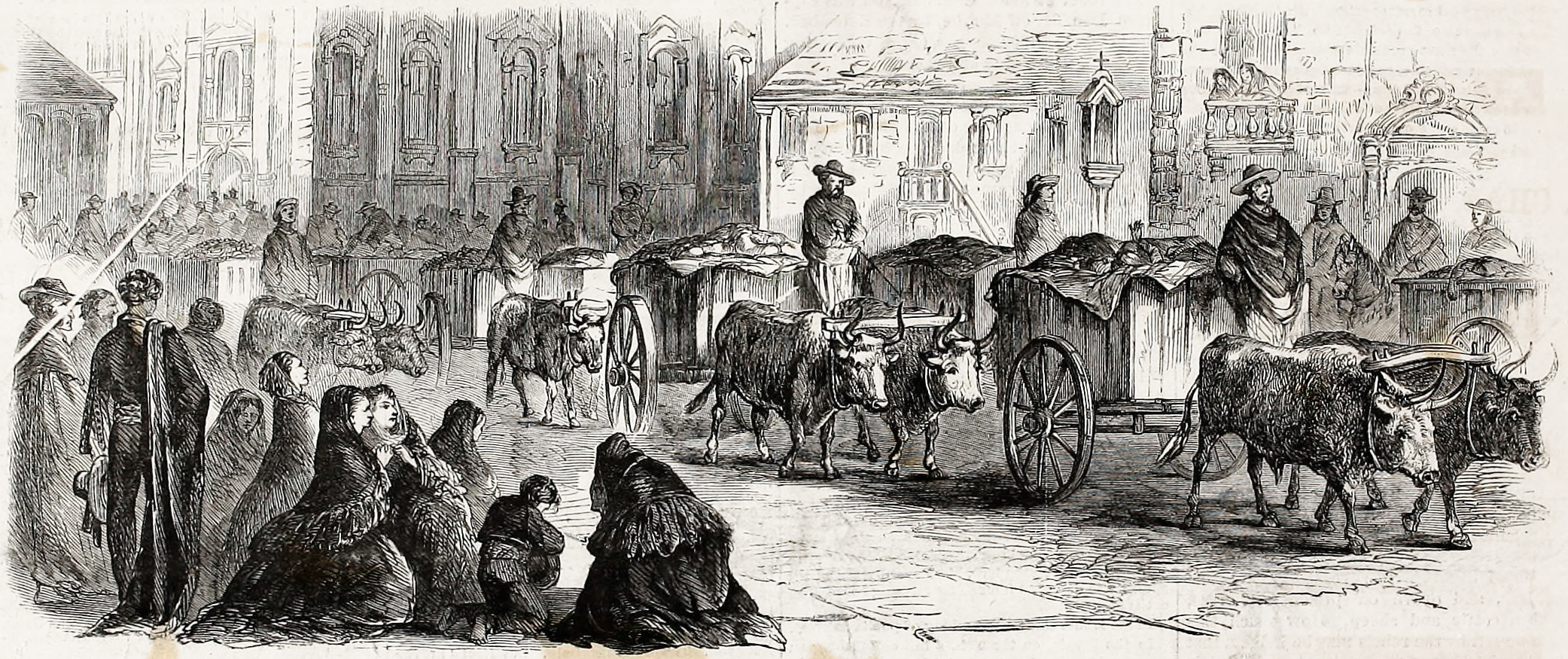
Dibujo que muestra el transporte de los restos de las víctimas, por Frank Leslie

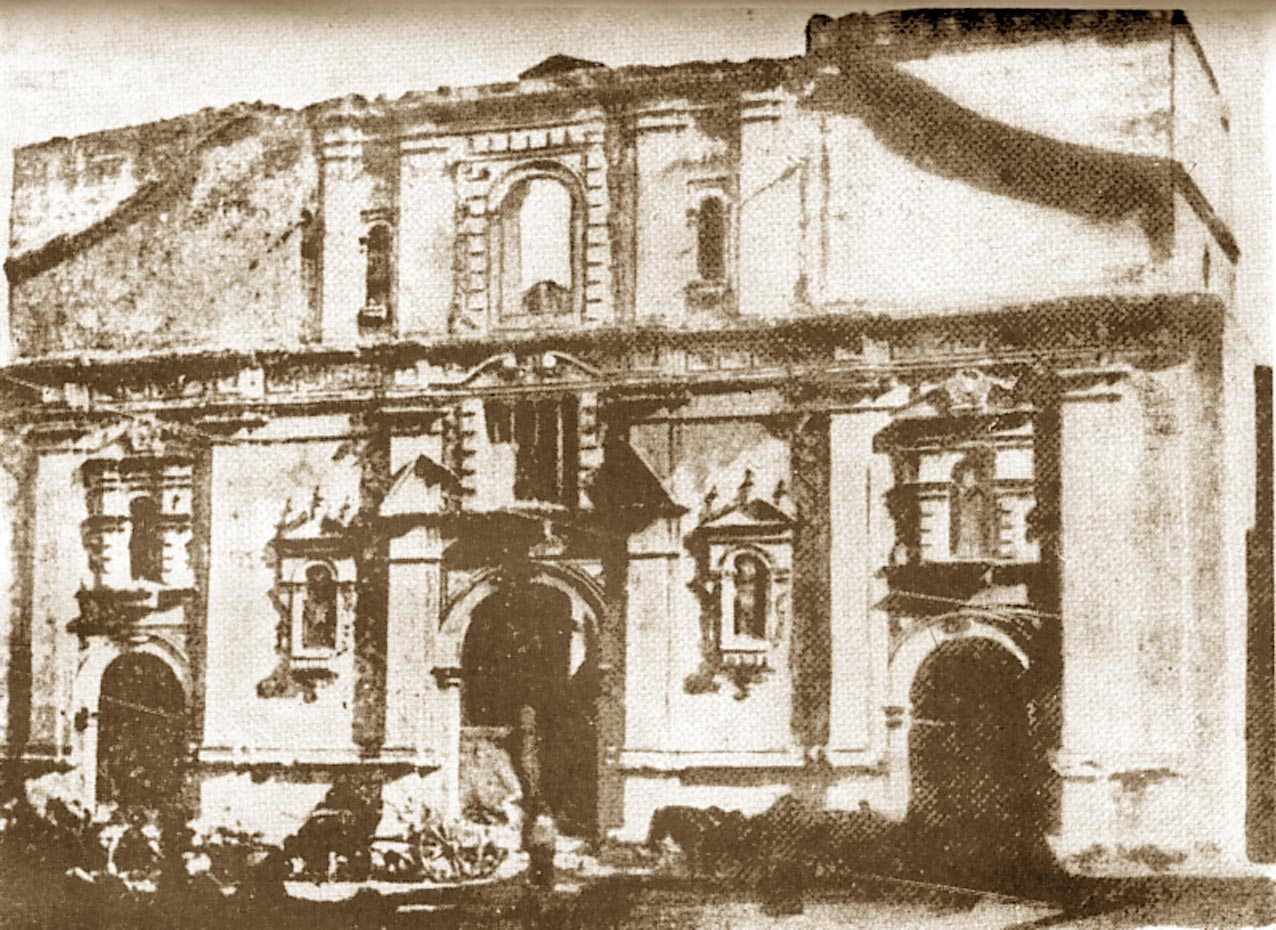
Fotografía de 1863 que muestra las ruinas de la iglesia y el retiro de los cadáveres en carretas

En poco más de una hora, el incendio dejó la céntrica iglesia en ruinas y, de acuerdo a una resolución judicial del 18 de julio de 1864, causó «cerca de dos mil» muertos —otras fuentes señalan «más de dos mil, según la cuenta de la policía», «dos mil quinient[o]s» y «cerca de tres mil»—; cifra abrumadora para una ciudad que tenía aproximadamente 100 000 habitantes.

[Los fallecidos m]urieron enredados, confundidos, sujetos, estraviados, enloquecidos entre las mallas de esa red infernal de murallas, capillas, bancadas, rejas, reclinatorios, alfombras, esteras, encerrado todo eso dentro de mamparas que solamente se abrian por los costados para separar a la entrada a los hombres de las mujeres.

Debido a la imposibilidad de reconocer los cadáveres —se reconocieron siete según las fuentes—, debieron ser sepultados en una fosa común de «veinticinco varas en cuadro [cavada por] cerca de doscientos hombres» frente al Cementerio General.

Las autoridades se ocupaban en hacer conducir los cadáveres al cementerio [...] Allí pereció una buena parte de la sociedad más aristocrática de Santiago, como luego comenzó a saberse... Casi no quedó familia distinguida que no contase alguna víctima.
Abdón Cifuentes, Memorias, 1936.

Dos días después se pudieron extraer los cadáveres hacinados entre las ruinas del templo y el Intendente comenzó a trasladarlos al Cementerio General. No había carros fúnebres en que hacerlo de modo que hubo que recurrir a los simples carretones que cubrían como se podía, hasta con pasto y hasta el pasto se acabó; el olor a carne quemada se expandió por todos los alrededores de la iglesia hasta hacerse insoportable [...] En este incendio murió tal cantidad de señoras y niñas de nuestra sociedad que puedo asegurar que no quedó familia alguna de la aristocracia de Santiago, que no perdiese algún deudo; las listas de desaparecidos que publicaron los diarios eran interminables.
Martina Barros de Orrego, Recuerdos de mi vida, 1942.

### Descripción médica
De acuerdo con las observaciones en el lugar del incendio y en los cuerpos trasladados al hospital San Juan de Dios, el médico Francisco Javier Tocornal Grez (1815-1885) publicó una relación médica en la revista Anales de la Universidad de Chile en julio de 1864:

[...] La mayor parte de la concurrencia fué de mujeres, las mas de 20 a 40 años; otras de 40 a 60; las niñas i los jóvenes, en menos número; los hombres, pocos. Por la hora en que ocurrió la catástrofe, debemos suponer que todos habían comido, i que el estómago se encontraba ocupado por los alimentos, circunstancia que contribuyó a dificultar algo la ajilidad del cuerpo. Una vez iniciado el fuego, la primera impresion fué la del temor, i la confusion dominó en toda la concurrencia [... P]asado este primer momento, muchas [mujeres] pudieron andar en diferentes direcciones i no encontraron dificultades para la salida, hubo algunas que en medio de las llamas atravesaron un espacio considerable, hasta ponerse en salvo; otras aun despues de haber caido al suelo se levantaron con gran trabajo i lograron escapar; algunas con quemaduras mas o menos grandes pudieron salir tambien, viviendo algunas horas o dias para dejar recuerdos mas dolorosos de su pérdida; pero la mayor parte de la concurrencia quedó expuesta a perder la vida, en mas o menos tiempo, ya por la asfixia por compresion, o por los abrasadores efectos del fuego. Cuando las llamas se comunicaron a toda la iglesia i principió el incendio de los vestidos, cuyas quemaduras se consideran peores que las producidas por el agua caliente, o por el aceite hirviendo, los sufrimientos, gritos i lamentos se dejaban oir a bastante distancia.
(Esos momentos de los sufrimientos no fueron de larga duracion, hasta que vino la calma, pues la muerte puso fin al martirio perdiéndose para las víctimas toda esperanza de vida). Donde mas se presentaron las quemaduras fué en la cabeza, tronco i miembros superiores, consideradas (sin mas que esta circunstancia,) como las mas graves que puedan experimentarse. Gran número perdió la vida por asfixia causada por la compresion o sofocacion; hubo mas, las sofocadas por las compresiones del cuello, del tórax, o del abdómen, experimentaron contusiones, heridas i fracturas, ya de las costillas o de otros huesos. Estas murieron con mas rapidez. Pocas fallecieron por faltar el aire, o por la rarefraccion de este, o la mezcla del humo ocasionado por el incendio; muchas por efecto de las llamas no habiendo tardado mucho tiempo en morirse.
Tres grandes grupos se formaron: uno en el centro, otro en la puerta principal, i el tercero en el costado del poniente.
El grupo central fué el de mayor acumulacion de jente. Un gran número de ellas quedaron comprimidas unas sobre otras. En un costado de este mismo grupo muchas conservaron diferentes actitudes, ya de pié, de rodillas o sentadas; hubo cuerpos que tenían la cabeza y brazos levantados, el rostro espantado, borradas las facciones, la boca abierta i quemados los labios i la lengua, con las piernas i piés intactos; (pero siendo imposible reconocer por el semblante la persona a quien pertenecian esas extremediades.) Los mismos montones se ennegrecieron por encima i permitian ver el conjunto de cráneos desprovistos de su cabellera i cubiertas exteriores. A mas de las quemaduras de la cutis i partes blancas, como los cuerpos siguieron experimentando los efectos del calor i de las materias combustibles que las rodeaban, muchos se carbonizaron; tenian los miembros contraidos, disminuyeron de volúmen, las personas adultas parecian como niños, las manos i los piés cambiaron de forma, se asemejaban a pequeños muñones; eran como esqueletos por no haberles quedado mas que la parte sólida de la organizacion humana. Esos mismos huesos por efectos de la calcinacion se presentaron frájiles i se desarticulaban de sus uniones naturales. Los efectos de la combustion se extendieron mas lejos todavia, hasta hacerse sentir en el interior de los órganos i aun en las cavidades mas cerradas. Como el fuego se alimentó siempre con la gordura natural de los cuerpos, i las llamas se dirijian hácia arriba, una vez quemadas las cubiertas exteriores, se orijinaron espansiones i aflojamientos de las uniones que se consideran mas sólidas i firmes, como las del cráneo; hubo cabezas que se abrieron i quemándose la masa cerebral con sus membranas, quedó reducida a pequeños carbones; fueron otras tantas lámparas que ardieron hasta el último instante. Las capas mas profundas de los cuerpos que se cubrieron con el polvo, tejas del edificio, etc. experimentaron una asadura conservando sus formas i dimensiones naturales; hubo por consiguiente cuerpos carbonizados, asados i cocidos. Algunos de estos últimos tenian el rostro espantado, contraidas las mandíbulas i como si espuma blanca o sanguinolenta hubiese salido por la boca i las narices; otras mas intactas, con solo fracturas o contusiones. Los estragos que ocasionó el fuego en los cuerpos han sido de tal naturaleza que no tienen ni descripcion en las obras de cirujía que tratan de este asunto. Pues se presentó desde la quemadura mas insignificante ocasionada por el aire extremadamente caliente hasta la mas profunda, producida por el fuego exterior i el de las ropas. El olor que se sintió despues de este incendio i en los dias subsiguientes, no fué producido por las descomposiciones cadavéricas como equivocadamente se creyó, (por los que no son de la profesion), sino por el cocimiento i tumefaccion de los cuerpos.
Ese olor nauseabundo es el mismo que se percibe en los anfiteatros cuando se hacen preparaciones anatómicas, i por mucho tiempo aun despues de levantados los cuerpos de la iglesia se percibian las exhalaciones humanas.
Desde el dia 9, por órden de la autoridad, se dió principio a la inhumacion de los cuerpos, sin omitir medidas que evitasen la infeccion que por la grande acumulacion de cadáveres podia resultar. Al mismo tiempo se empezó en el cementerio a trabajar la fosa comun donde debian sepultarse i realizar los enterramientos en el menor tiempo posible.
En compañía del señor Domeyko visitamos el lugar indicado, a fin de cerciorarnos si habia algun desprendimiento de gas, i que en los momentos de calma durante la noche, cuando cambia la direccion del viento, pudiera transmitirse a distancia con perjuicio de la ciudad. Nuestra sospecha se desvaneció por no haber notado nada que la confirmara. Cuando se procedia a los enterramientos, los cuerpos no carbonizados i que conservaron sus formas, con los preparativos usados tomaron un aspecto verdaderamente imponente. El color blanco de la cal que se habia empleado les daba un exterior nada comun en reuniones de cadáveres, i lejos de ocasionar terror llamaba mas bien la atencion por este contraste inesperado [...].
Francisco Javier Tocornal, «Relación médica de lo sucedido en el templo de la Compañía el 8 de diciembre de 1863», Anales de la Universidad de Chile.

### Resolución judicial
Santiago, Julio 18 de 1864.
Autos y vistos:
En la tarde del 8 de Diciembre del año próximo pasado se incendió el templo de la Compañía de esta ciudad y perecieron dentro de sus muros cerca de dos mil personas.
Del sumario que se ha instruído para el esclarecimiento de este lamentable suceso, resulta que el fuego tuvo orijen en el altar mayor, por haberse comunicado de una medía luna que contenía luces de parafina á algunos adornos de gasa y de flores que allí habían, y de éstos á un cuadro de lienzo que lo transmitió hasta el techo. La concurrencia, que era muy numerosa, sobrecogida de terror, se agolpó en desórden á las puertas, y habiéndose obstruído éstas con masas de gente, de las que era imposible extraer una persona por ser casi en su totalidad mujeres y estar enredadas en sus trajes, se consumó tan espantosa catástrofe.
Ningún antecedente existe para atribuír culpabilidad á alguna persona; no obstante, es de notarse la imprudencia con que se había aglomerado en el templo y especialmente en el altar mayor, gran número de objetos de puro adorno y por su naturaleza inflamables, no menos que la de una asombrosa profusión de luces, siendo algunas de ellas de un uso peligroso, y no habiéndose tomado para su colocación las precauciones convenientes.
Es de notar también que la concurrencia que asistía á la función que tenía lugar, era tan numerosa que, según afirman algunos testigos, no habría cabido en el templo una persona más. Atendida esta circunstancia se comprende fácilmente el desorden y confusión que reinó en los momentos de pronunciarse el fuego y es fácil presumir que con un accidente menos aterrador se habrían evitado muchas desgracias.
De lo espuesto resulta que no hay delito que perseguir y que es notoria la conveniencia de tomar medidas precautorias de sucesos análogos, en cuya virtud sobreséase y pónganse estos antecedentes en conocimiento del Iltmo. y Revmo. Arzobispo de Santiago.-
Consúltese.- Prats.- Coo, Secretario.

La Corte Suprema confirmó esta sentencia el 5 de noviembre de 1864.

## Repercusiones

### Creación del Cuerpo de Bomberos de Santiago

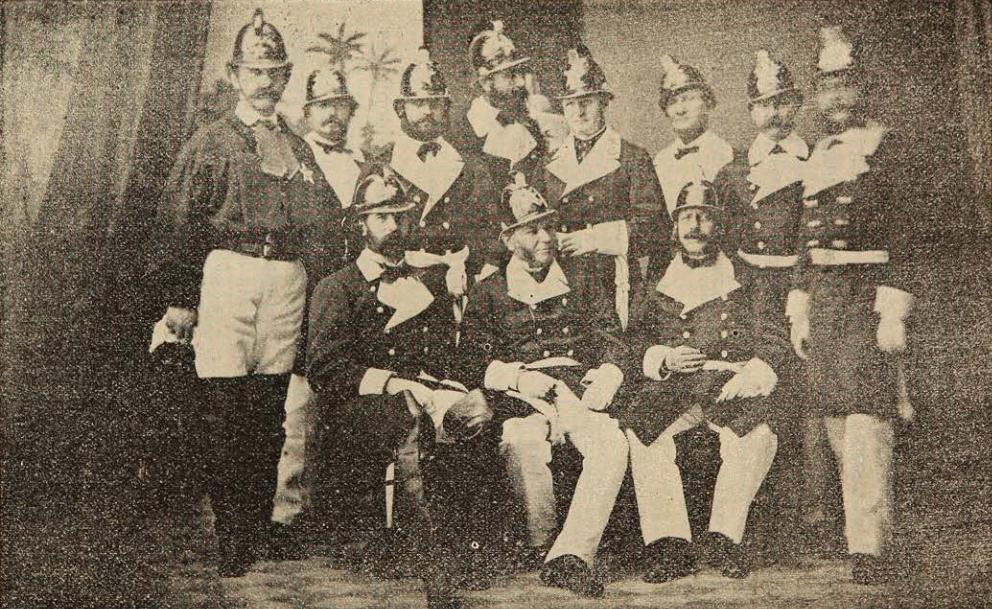
Directorio del Cuerpo de Bomberos de Santiago en 1864: José Besa, Ángel Gallo, Agustín J. Prieto, Manuel Recabarren, Enrique Meiggs, Carlos Monery, Gastón Dubord, Adolfo Eastman; Manuel Antonio Matta, Juan T. Smith y Máximo A. Argüelles

El incendio ocurrido en el templo de la Compañía motivó al ciudadano José Luis Claro y Cruz, quien había participado en el rescate de las víctimas, a crear una compañía de bomberos —tal como aquellas fundadas en Valparaíso (1851), Valdivia (1853) y Ancud (1856)— mediante un llamado público en los diarios La Voz de Chile y El Ferrocarril el jueves 10 y el viernes 11 de diciembre, respectivamente, que fue respondido de forma masiva:

Al público. Se cita a los jóvenes que deseen tomar parte en la formación de una Compañía de bomberos, pasen el día 14 del presente, a la una de la tarde, al escritorio del que suscribe. 
J. Luis Claro.
La Voz de Chile, 10 de diciembre de 1863.

El lunes 14, más de doscientos hombres se reunieron para crear un cuerpo de bomberos; se formó una comisión y, además, se acordó una segunda reunión para aprobar los estatutos y la organización de la institución para el día 20.
En los salones del casino de La Filarmónica el domingo 20, se fundó oficialmente el Cuerpo de Bomberos de Santiago (CBS), que entonces fue organizado en cuatro compañías: del Oriente, del Sur, del Poniente, y de Guardias de Propiedad —actuales 1.ª, 2.ª, 3.ª y 6.ª compañías, respectivamente—.

### Demolición de los restos de la Compañía
El lunes 14, y por demanda popular, el decreto supremo 1383 del Ministerio de Justicia, Culto e Instrucción Pública ordenó la demolición de los muros de la  iglesia que habían soportado las llamas:

Santiago, diciembre 14 de 1863
Núm. 1383. [...H]e acordado y decreto:
Art. 1° Procédase a la demolición de las murallas del incendiado templo de la Compañía;
Art. 2° Concédese un término de diez días para la extracción de los cadáveres que están sepultados en dicho templo.
Anótese y comuníquese.
Pérez. Miguel María Güemes

En el sitio que ocupaba la iglesia de la Compañía, se plantó posteriormente un jardín.

### Controversia
El hallazgo de las cartas que las devotas dirigían al cielo en el llamado «Buzón de la Virgen» dentro de la iglesia incendiada causó una dura polémica entre el presbítero Joaquín Larraín Gandarillas y el intendente de Santiago Francisco Bascuñán Guerrero —ambos deudos de algunas de las víctimas— por medio de la prensa capitalina los días 16, 21 y 22 de diciembre.
Larraín Gandarillas pidió al intendente la publicación de todas las cartas encontradas para desvanecer el rumor de que ese templo era «un foco de inmoralidad y corrupción»; sin embargo, Bascuñán Guerrero contestó al presbítero negando tal rumor aunque lamentó «que la superstición hubiera creado y fomentado prácticas imprudentes». Las cartas de las devotas nunca fueron publicadas.

### En la prensa internacional
«En el extranjero, [...] el incendio de la Compañía hizo conocer a Chile más que toda su historia anterior» y «causó en todo el mundo una sensacion profunda[; l]os articulos de los diarios chilenos [...] fueron reproducidos en la mayor parte de los de Europa, Asia i Africa i leidos con espanto universal». Las noticias fueron comentadas, a menudo con juicios o argumentos pro- o anticatólicos, en Estados Unidos, Europa y Australia.

### Monumento a las víctimas
Primer monumento
En el jardín plantado donde estaba la iglesia de la Compañía, y en recuerdo de las víctimas del incendio, se erigió el monumento «Al dolor», también denominada «La Dolorosa» —símbolo del dolor de la ciudad—, obra en bronce del escultor francés Albert-Ernest Carrier-Belleuse, que fue inaugurado el 8 de diciembre de 1873 con las inscripciones:
| A la memoria de las víctimas inmoladas por el fuego el viii de diciembre de mdccclxiii. El amor y el duelo inextinguibles del pueblo de Santiago. Diciembre viii de mdccclxxiii. | ☧ A las victimas del incendio de la iglesia de la compañia 8 de diciembre de 1863. |

Este monumento fue transportado más tarde a una de las avenidas interiores del Cementerio General de Santiago. Posteriormente, fue trasladado a la actual plaza de ingreso del cementerio por el bombero, escritor y escultor Alberto Ried Silva.
Galería

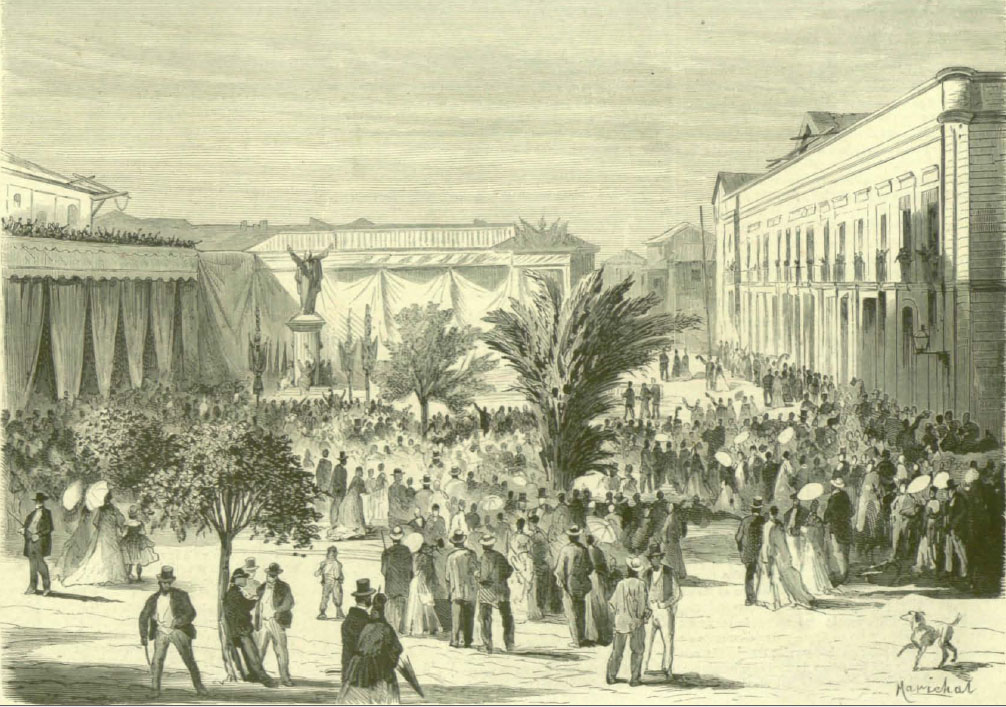
Inauguración del monumento original a las víctimas (1873), grabado de Gastón Marichal
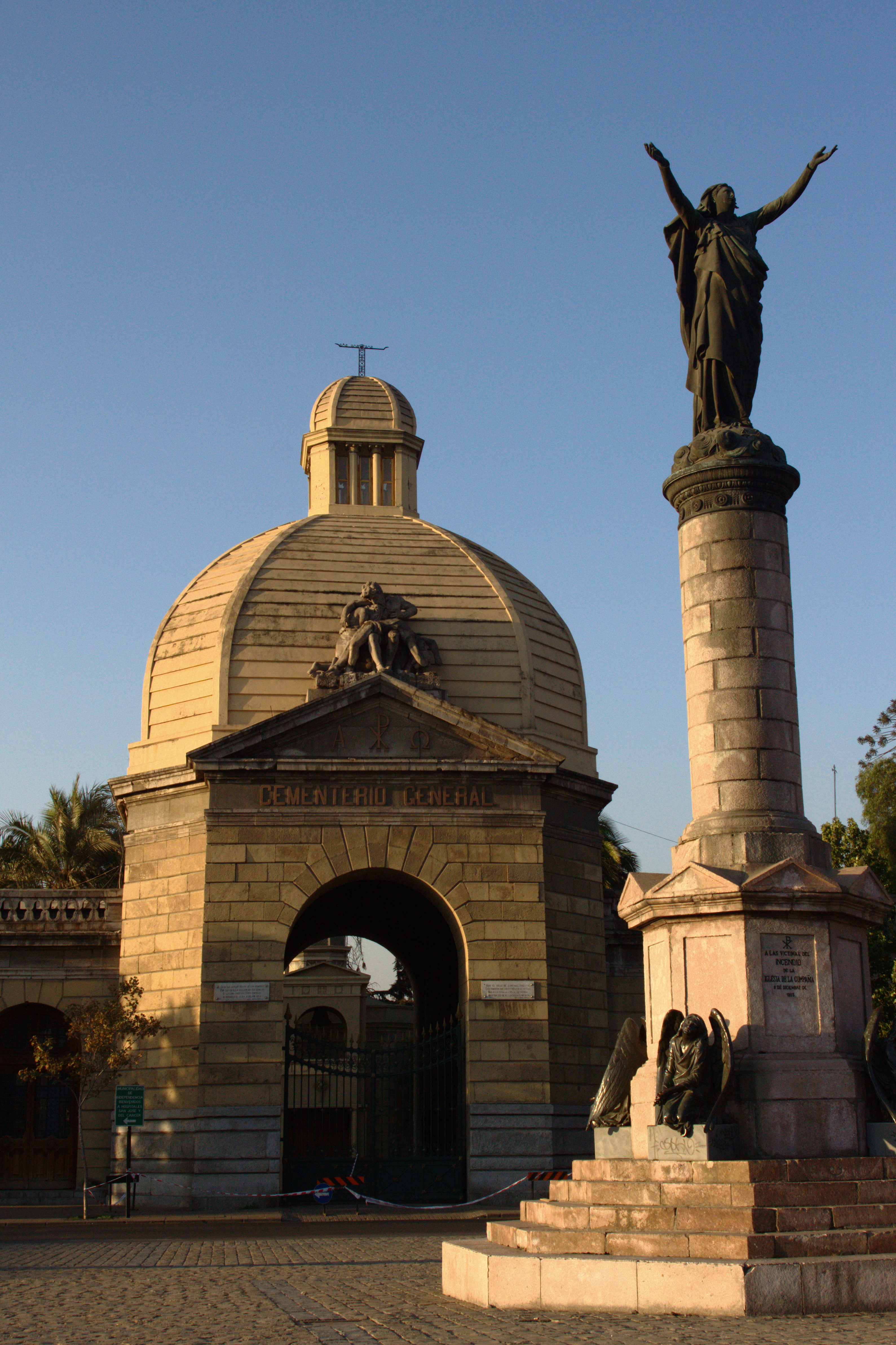
Monumento «Al dolor», plaza de ingreso del Cementerio General de Santiago
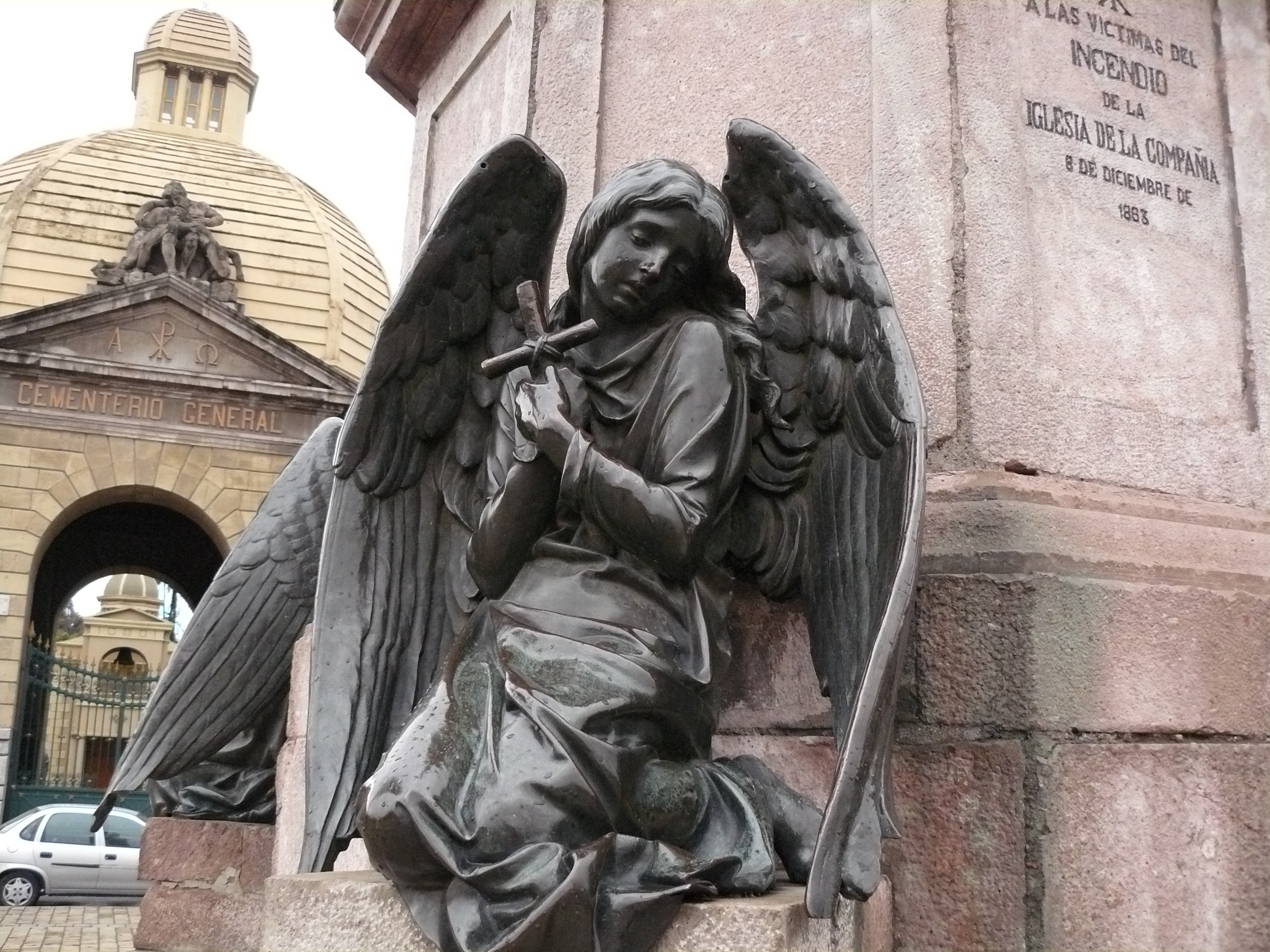
Detalle del monumento «Al dolor»

Segundo monumento
En el jardín del antiguo Congreso Nacional, y donde estaba el primer monumento, se levantó «La virgen orante», también llamada «La Purísima» —símbolo de la resignación cristiana ante los designios divinos—, obra en mármol del escultor chileno José Miguel Blanco Gavilán, según el diseño Madonna e quattro angeli del artista italiano Ignazio Jacometti.
Galería

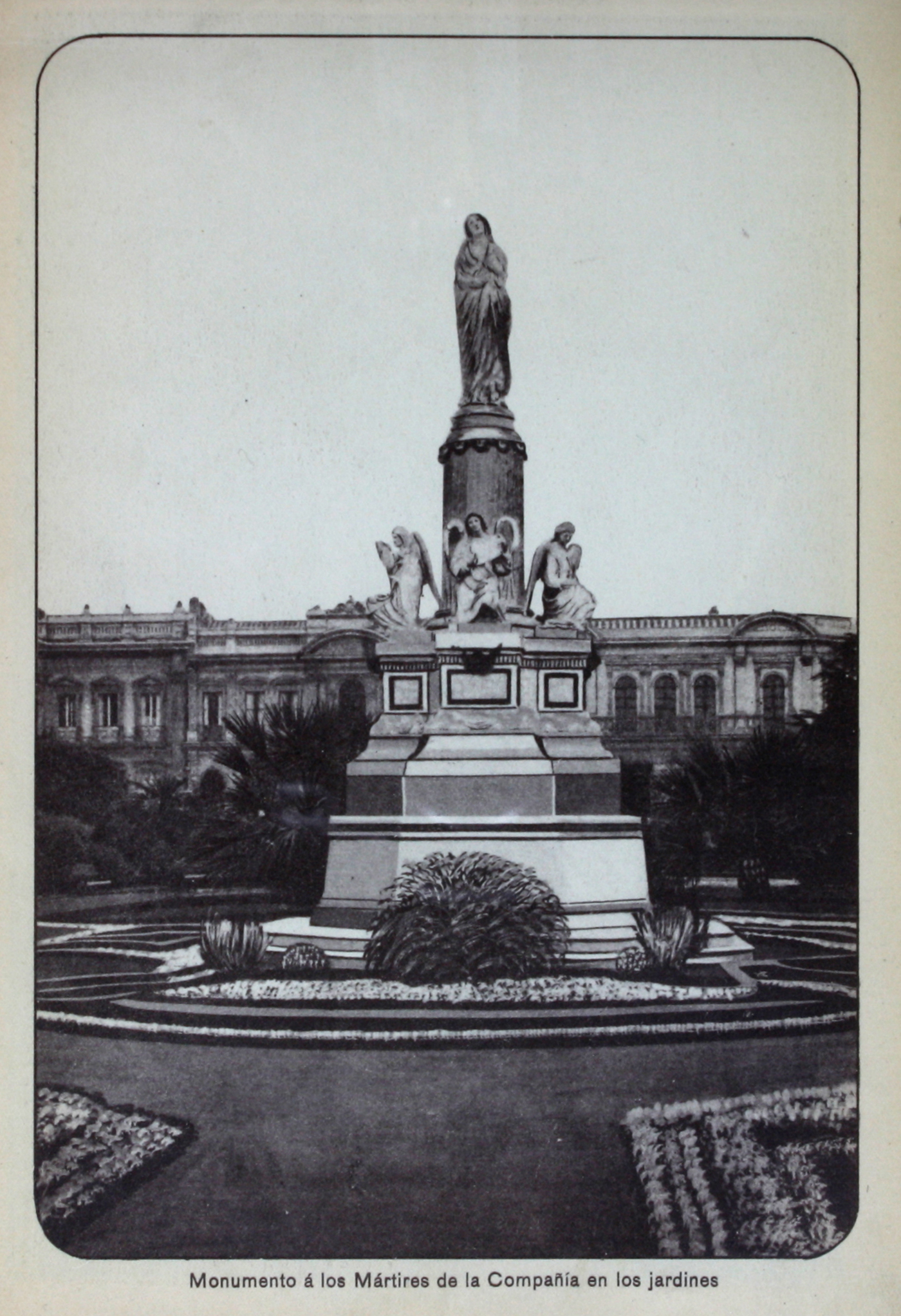
Postal con el segundo monumento (1915)
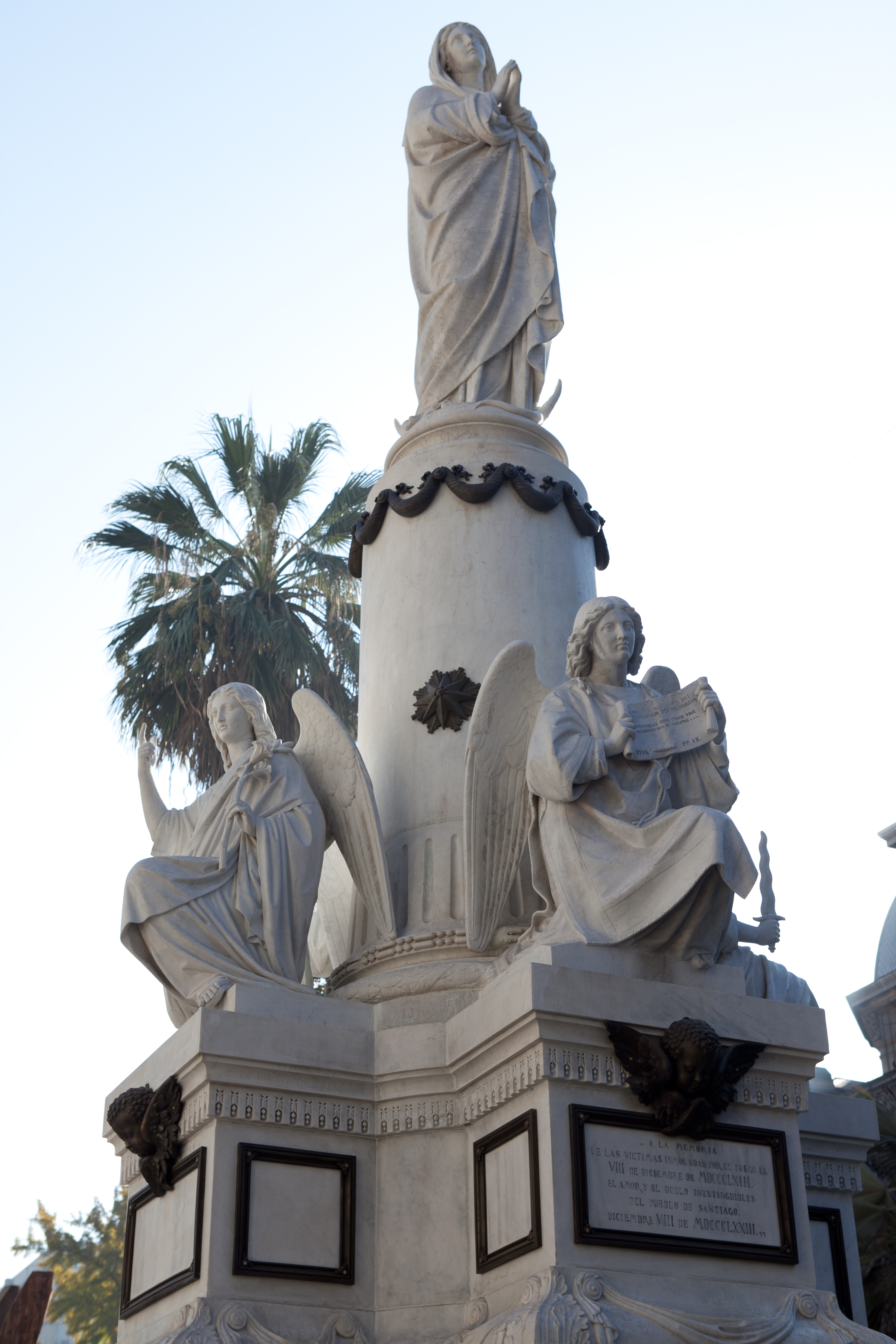
Monumento «La virgen orante», jardín del antiguo Congreso Nacional
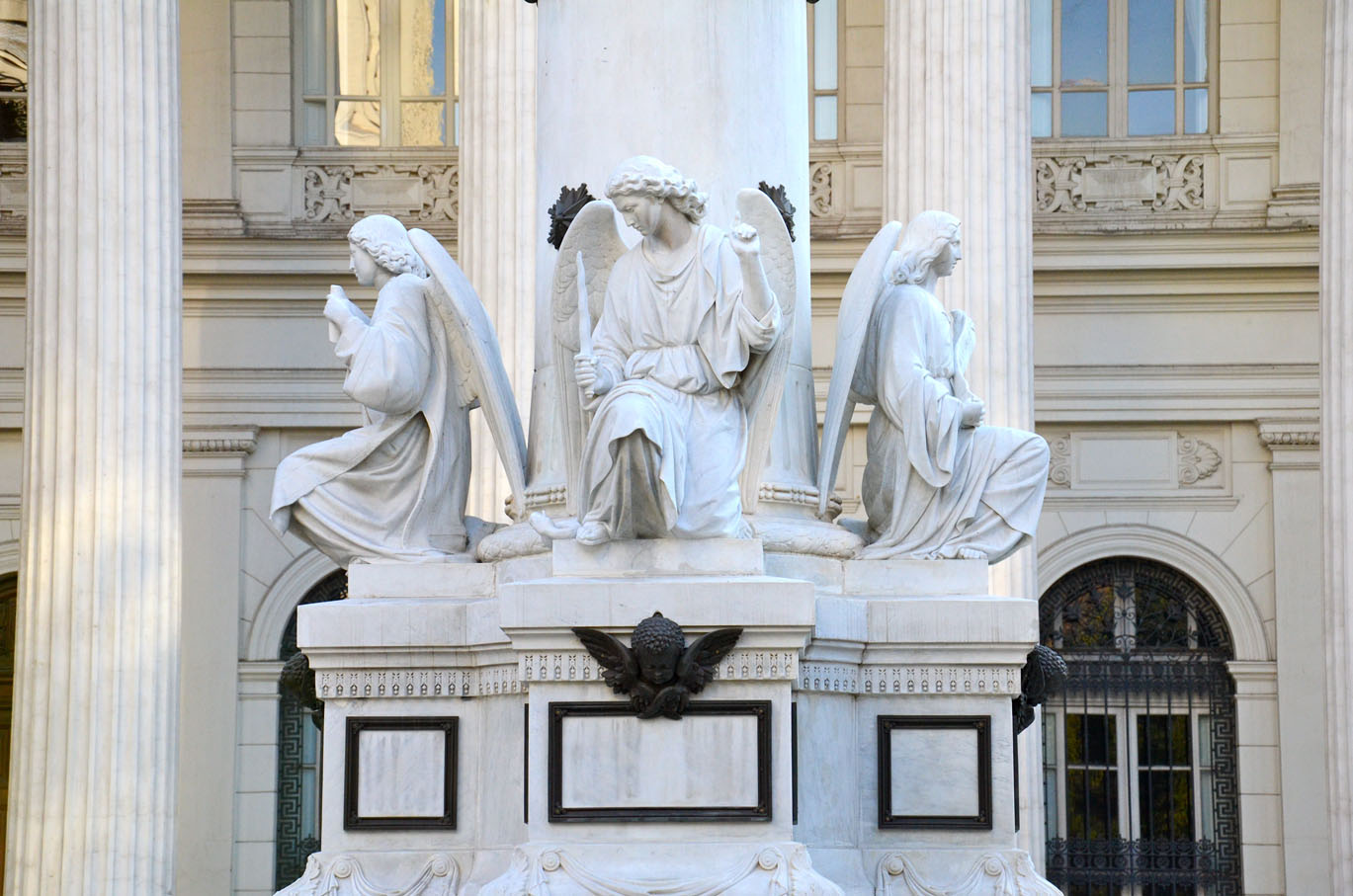
Detalle del monumento «La virgen orante»

### Secularización parcial del gobierno chileno
Una larga disputa entre la Iglesia y el Estado se había iniciado en Chile desde el comienzo de la República; sin embargo, a mediados del siglo XIX, el ejercicio por las autoridades chilenas de prerrogativas respecto de la Iglesia —como el derecho de patronato que reclamaba el Estado de proponer a la Santa Sede los candidatos a obispos y otros cargos eclesiásticos— originó una cada vez mayor oposición de parte de la jerarquía eclesiástica. Las divisiones se profundizaron con la llamada «cuestión del Sacristán» (1856-1857), en la cual se llegó a usar el recurso de fuerza en contra de una decisión del arzobispo de Santiago.
El incendio de la iglesia de la Compañía contribuyó a la secularización parcial del gobierno chileno durante las dos décadas siguientes. Se instauró una ley interpretativa del artículo 5.º de la Constitución de 1833, que estableció una relativa libertad de culto (1865), y se aprobaron las llamadas «leyes laicas», que establecieron los cementerios laicos (1883), el matrimonio civil (1884) y el registro civil (1884). Posteriormente, con la aprobación de la Constitución de 1925, se separó oficialmente la Iglesia del Estado en Chile; esta separación fue ratificada por la Santa Sede en dicho año, lo que puso término a las disputas.

## Aspectos culturales

### Literatura
Varios textos que tratan total o parcialmente del incendio de la iglesia de la Compañía han sido publicados a partir de 1863.
Los primeros fueron aquellos del historiador Benjamín Vicuña Mackenna, Resumen histórico del gran incendio de la Compañía acaecido en la noche del día 8 de diciembre de 1863, y en el cual perecieron asfixiadas o devoradas por las llamas más de dos mil personas, una parte de las cuales pertenecían a las principales familias de la capital (1863) y Relación del incendio de la Compañía acaecido el 8 de diciembre de 1863, precedida de una reseña histórica sobre el mismo templo; acompañada de importantes documentos relativos al incendio (1864); del médico Francisco Javier Tocornal, «Relación médica de lo sucedido en el templo de la Compañía el 8 de diciembre de 1863» (Anales de la Universidad de Chile, 1864); del pastor David Trumbull, La catástrofe de la Compañía: juicio sobre las lecciones que inculcó la Divina Providencia en tan funesto acontecimiento (1864); del arzobispo de Santiago Rafael Valentín Valdivieso, Pastoral del ilustrísimo i reverendísimo señor arzobispo de Santiago sobre el incendio de la Compañía i su reparación (1864); del sacerdote Mariano Casanova, El incendio de la Iglesia de la Compañía: acontecido en Santiago de Chile el 8 de diciembre de 1863 (1865) e Historia del templo de la Compañía de Santiago de Chile (1871); del cronista Daniel Riquelme, El incendio de la iglesia de la Compañía: el 8 de diciembre de 1863 (1893); y del político y bombero Ismael Valdés Vergara, El cuerpo de bomberos de Santiago 1863-1900 (1900).
En el siglo XX, este hecho fue el tema del poema «Incendio de la Compañía» (Poesías populares de El Pequén, 1911), de Juan Rafael Allende, uno de los feligreses que lograron escapar ilesos del incendio; e incluido en las memorias del político Abdón Cifuentes (Memorias, 1936), del pintor y diplomático Ramón Subercaseaux Vicuña (Memorias de ochenta años: recuerdos personales, críticas, remiscencias históricas, viajes, anécdotas, 1936) y de la escritora Martina Barros Borgoño (Recuerdos de mi vida, 1942).
En el siglo XXI, se han escrito los siguientes textos: el «Capítulo I. Una hora en la historia de Chile: la trama religiosa del siglo» de ¿Qué hacer con Dios en la República? Política y secularización en Chile (1845-1885) (2008), de la historiadora e investigadora Sol Serrano, y las novelas históricas La joven de blanco (2004), de Jorge Marchant Lazcano, y El buzón de las impuras (2024), de Francisca Solar.

### Pintura

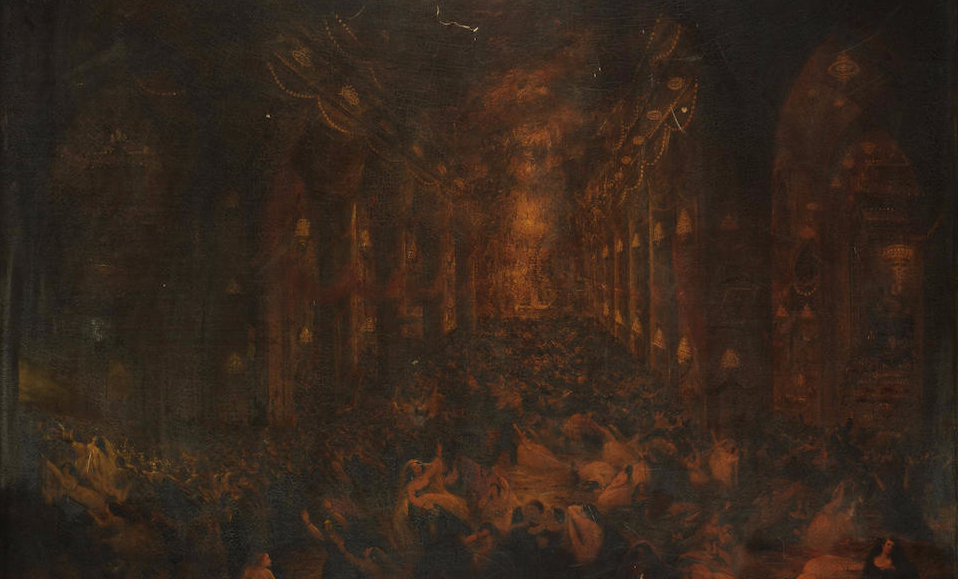
The Destruction by Fire of the Church de la Compania, Santiago, Chile, 8 December 1863, de Nathan Hughes

El británico Nathan Hughes (fl. 1849-1870) pintó The Destruction by Fire of the Church de la Compania, Santiago, Chile, 8 December 1863, cuadro de 135 × 197 cm que se encuentra en exposición en el Ayuntamiento del municipio de Lambeth (en inglés: Lambeth Town Hall), en Brixton, Londres (Inglaterra).

### Música
Las «Décimas al incendio de la Compañía», de autor anónimo, canto a lo humano del repertorio del dúo folclórico sancarlino Las Hermanas Acuña, fueron incluidas por el conjunto Cuncumén en su álbum 150 años de historia y música chilena (1960).

### Filatelia
El 30 de junio de 1993 Correos de Chile emitió una serie de dos sellos postales en conmemoración de los «Carros antiguos de bomberos». Aunque ninguno de los dos carros bomba representados corresponde al periodo del incendio de la Compañía, en su versión para coleccionistas (denominada block souvenir), las estampillas se encuentran contenidas dentro de una ilustración que representa esta catástrofe.

### Las campanas de la Compañía

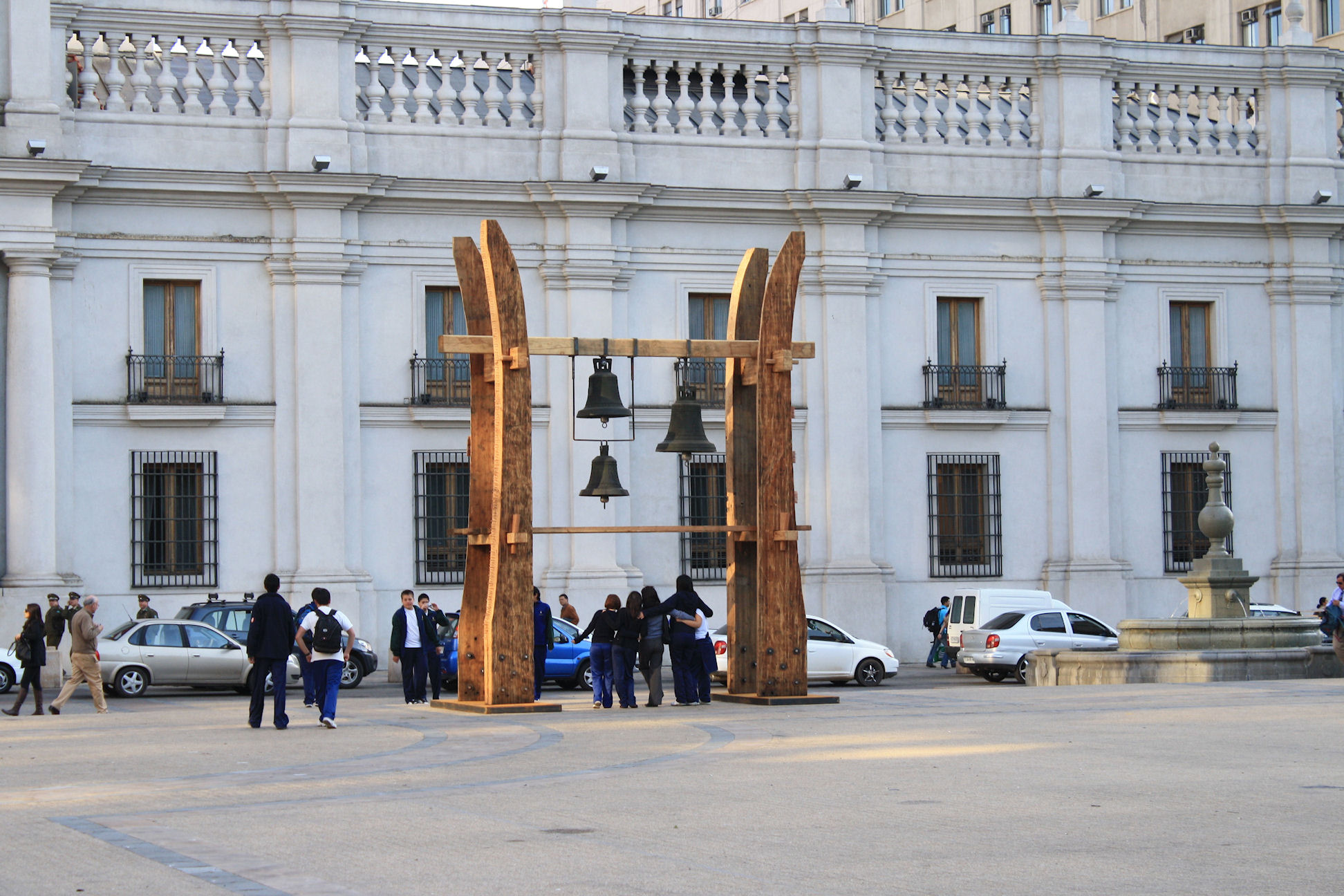
Las campanas de la iglesia en la Plaza de la Constitución

En el periodo 1871-1875, con la cooperación del presidente Federico Errázuriz Zañartu y de su ministro de Guerra y Marina Aníbal Pinto, una de las campanas de la iglesia fue devuelta a los jesuitas, quienes la fundieron y crearon dos de las tres campanas de la torre derecha de la iglesia de San Ignacio (1872), el nuevo templo de la orden. Otra fue colocada en la ermita del cerro Santa Lucía, inaugurada oficialmente el 13 de septiembre de 1874.
El resto de ellas se vendió como chatarra al comerciante galés Graham Vivian, cuyo hermano mayor, el anticuario Henry H. Vivian, supo apreciar la ornamentación y el valor de las campanas y propuso colocarlas en el campanario de la anglicana All Saints' Church, Oystermouth, Mumbles, Swansea (Gales), parroquia de la familia.
Como regalo con ocasión del Bicentenario de Chile (2010), cuatro campanas fueron devueltas a la ciudad de Santiago, donde se levantó un monumento conmemorativo provisorio a las víctimas del incendio en la Plaza de la Constitución. De ellas, dos cuelgan junto al segundo monumento —«La virgen orante», también llamada «La Purísima»— en los jardines del antiguo Congreso Nacional, una se encuentra en el patio del Cuartel General de Bomberos de Santiago y otra, en la estación de bomberos de la 14.ª Compañía de Bomberos The British and Commonwealth Fire & Rescue Company J.A.S. Jackson en Providencia.